# ФК Озрен Сокобања
ФК Озрен Сокобања је српски фудбалски клуб из Сокобање и тренутно се такмичи у Зајечарској окружној лиги, петом такмичарском нивоу српског фудбала. Боје дресова су тамнозелена, светлозелена и бела.

## Историја
Овај фудбалски клуб је основан 21. јула 1912. године. Стадион на коме играју популарни „зелени“ се некада звао по месту где се налази, „Подина“, али је одлуком Скупштине Клуба назив измењен и данас се зове „Бата Ноле“. Бата Ноле је био истакнути грађанин Сокобање, спортски радник и најзаслужнији за изградњу стадиона. ФК Озрен кроз своју историју дугу скоро 100 година, пролазио је кроз разне периоде, имао успоне и падове а највећим успехом, у новој историји клуба, се сматра улазак у Српску лигу Исток у сезонама 2002/03. 2007/08.
Најзаслужнији за успехе клуба су бивши играчи: Голубовић Александар-Аца бањац, Стојановић Бранислав-Брана, Миленковић Милија-Зека, нешто млађи Вулић Горан-Вула, Станојевић Драгослав-Драгче као и садашњи играчи Заковски Душан, Урошевић Милан-Урош, Манојловић Михајло-Чамајло... У оквиру фудбалског клуба ради се са свим селекцијама од школе фудбала, преко пионирске, кадетске и омладинске селекције до сениорске екипе.